# Jules Verbecke
Jules Louis Verbecke (Lilla, 15 settembre 1879 – Gennevilliers, 22 luglio 1942) è stato un nuotatore e pallanuotista francese.

## Carriera
Partecipò alle gare di pallanuoto e di nuoto della II Olimpiade di Parigi del 1900 e vinse una medaglia di argento, nei 200m stile libero per squadre con la "Tritons Lillois" (con un punteggio totale di 61).
Prese parte, sempre con la squadra dei Tritons Lillois, al torneo olimpico di pallanuoto, venendo sconfitti al primo turno dal Osborne Swimming Club per 12-0. Partecipò inoltre alla gara dei 200m ostacoli, arrivando ottavo in finale, nuotando in 3'08"4, e alla gara dei 1000m stile libero, arrivando anche in questa gara ottavo, con un tempo di 17'13"8.

## Palmarès
- Argento ai Giochi olimpici di Parigi 1900 nei 200m stile libero per squadre